# (32600) 2001 QF173
2001 QF173 (asteroide 32600) é um asteroide da cintura principal. Possui uma excentricidade de 0.04846980 e uma inclinação de 11.91914º.
Este asteroide foi descoberto no dia 25 de agosto de 2001 por LINEAR em Socorro.